# 10282 Emilykramer
10282 Emilykramer eller 1981 ET46 är en asteroid i huvudbältet som upptäcktes den 2 mars 1981 av den amerikanska astronomen Schelte J. Bus vid Siding Spring-observatoriet. Den är uppkallad efter Emily Kramer.
Asteroiden har en diameter på ungefär 3 kilometer.